# Schiefbahn

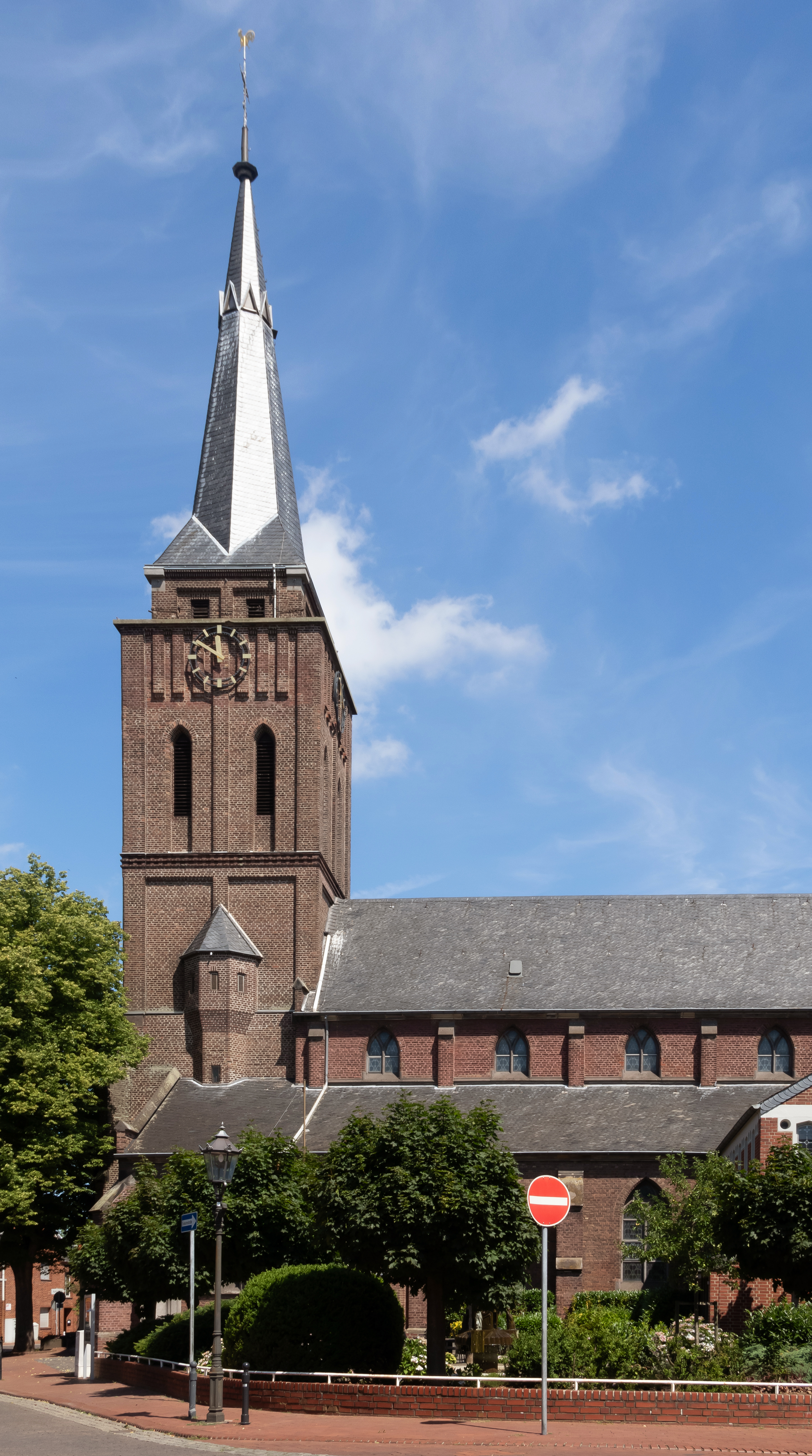
Schiefbahn, katholieke kerk: Pfarrkirche Sankt Hubert

Schiefbahn is een plaats in de Duitse deelstaat Noordrijn-Westfalen, en stadsdeel van de stad Willich. Het dorp telt 12.228 inwoners (2007).
De zelfstandige gemeente Schiefbahn werd in 1970 opgenomen in de gemeente Willich.
Willich · Anrath · Schiefbahn · Neersen
Brüggen · Grefrath · Kempen · Nettetal · Niederkrüchten · Schwalmtal · Tönisvorst · Viersen · Willich